# Pousada (Sobrado)
Pousada (llamada oficialmente San Mamede de Pousada) es una parroquia española del municipio de Sobrado, en la provincia de La Coruña, Galicia.

## Entidades de población
Entidades de población que forman parte de la parroquia (entre paréntesis el nombre oficial y en gallego si difiere del español):
- Cabanas
- Campelo
- O Campo (Pousada)
- Cimadevila
- Grandameá
- Grañas
- Paio
- Pousada de Abaixo
- Pousada de Arriba
- Ramil
- As Regas
- Sabegode
- Sar
- A Zanca

## Despoblado
- Junta de Aguas (Xunta de Augas o Os Muíños)

## Demografía
| Gráfica de evolución demográfica de Pousada entre 2000 y 2019 |
|                                                               |
| Datos según el nomenclátor publicado por el INE.              |